# Urbano de la Vega
Urbano de la Vega (1899-1982) fue un militar argentino que desempeñó un papel importante en la Revolución del 43 (1943-1946). Teniendo grado de teniente coronel fue uno de los fundadores y líderes del Grupo de Oficiales Unidos o Grupo Obra Unificación (GOU).

## Biografía
Urbano de la Vega participó del golpe de Estado militar que el 6 de septiembre de 1930 derrocó al presidente democrático Hipólito Yrigoyen.
A comienzos de 1941 formó parte de una conspiración para derrocar al presidente Roberto M. Ortiz (1938-1942), dirigida por el General Molina, al que también adhirieron el doctor Diego Luis Molinari, el coronel Eduardo Lonardi, el coronel Fortunato Giovannoni y el teniente coronel Roberto Dalton. El golpe no pudo llevarse a cabo debido a que no lograron el crucial apoyo de la guarnición de Campo de Mayo.
Junto con el militar radical yrigoyenista Miguel Á. Montes, de la Vega fue precursor del Grupo de Oficiales Unidos (GOU), al que también pertenecería su hermano el Coronel Agustín de la Vega. Participó del golpe de Estado del 4 de junio de 1943 que derrocó al presidente Ramón Castillo y dio origen a la Revolución del 43. Fue nombrado entonces Jefe del Primer Regimiento de Artillería de la Ciudad de Buenos Aires.
En 1960 escribió el libro El General Mitre: Contribución al estudio de la organización nacional y a la historia militar del país.
Murió en 1982.